# Adelina
Az Adelina az Adél női név német Adele továbbképzett Adeline alakjának latinos változata, jelentése: nemes.

## Rokon nevek
Adél, Adéla, Adela, Adélia, Adelin, Alina, Alinka, Adelheid

## Gyakorisága
Az újszülötteknek adott nevek körében az 1990-es években szórványosan fordult elő. A 2000-es és a 2010-es években sem szerepelt a 100 leggyakrabban adott női név között.
A teljes népességre vonatkozóan az Adelina sem a 2000-es, sem a 2010-es években nem szerepelt a 100 leggyakrabban viselt női név között.

## Névnapok
július 28., augusztus 28., december 4.

## Híres Adelinák
- Adelina Patti, olasz opera-énekesnő
- Agyelina Dmitrijevna Szotnyikova, orosz műkorcsolyázó